# أندرو جينينغز
أندرو جينينغز (بالإنجليزية: Andrew Jennings)‏ هو كاتب وصحفي بريطاني، ولد في 3 سبتمبر 1943 في اسكتلندا في المملكة المتحدة.

## وصلات خارجية
- أندرو جينينغز على موقع IMDb (الإنجليزية)